# Stora Lövtjärnen, Jämtland
Stora Lövtjärnen är en sjö i Krokoms kommun i Jämtland och ingår i Indalsälvens huvudavrinningsområde. Sjön har en area på 0,0663 kvadratkilometer och ligger 369,1 meter över havet.

## Delavrinningsområde
Stora Lövtjärnen ingår i det delavrinningsområde (705296-139557) som SMHI kallar för Utloppet av Gärdessjön. Medelhöjden är 409 meter över havet och ytan är 47,79 kvadratkilometer. Räknas de 37 avrinningsområdena uppströms in blir den ackumulerade arean 357,92 kvadratkilometer. Ytterån (Ålfloån) som avvattnar avrinningsområdet har biflödesordning 2, vilket innebär att vattnet flödar genom totalt 2 vattendrag innan det når havet efter 306 kilometer. Avrinningsområdet består mestadels av skog (66 procent). Avrinningsområdet har 8,47 kvadratkilometer vattenytor vilket ger det en sjöprocent på 17,7 procent.